# Santa Ignacia
Santa Ignacia est une localité de la province de Tarlac, aux Philippines. En 2015, elle compte 47 538 habitants.

## Histoire
La localité est nommée en hommage à Ignacia du Saint-Esprit (1663-1748), religieuse catholique philippine, fondatrice, vénérable catholique.